# Museo all'aperto Bilotti
Il Museo all'Aperto Bilotti è un progetto legato alle opere d'arte donate da Carlo Bilotti al comune di Cosenza. Nel 2019 il Ministero per i beni e le attività culturali e per il turismo ha dichiarato come collezione “d’interesse storico e artistico”, con apposito decreto, la Collezione di 20 opere d’arte esposte nel Museo all’Aperto Bilotti (MAB) di Cosenza, ai sensi dell’art. 10, comma 1 del Codice dei beni culturali, in quanto collezione composta di sculture eseguite da artisti che rappresentano alcune delle diverse correnti di arte contemporanea che percorrono il XX secolo.

## Il progetto

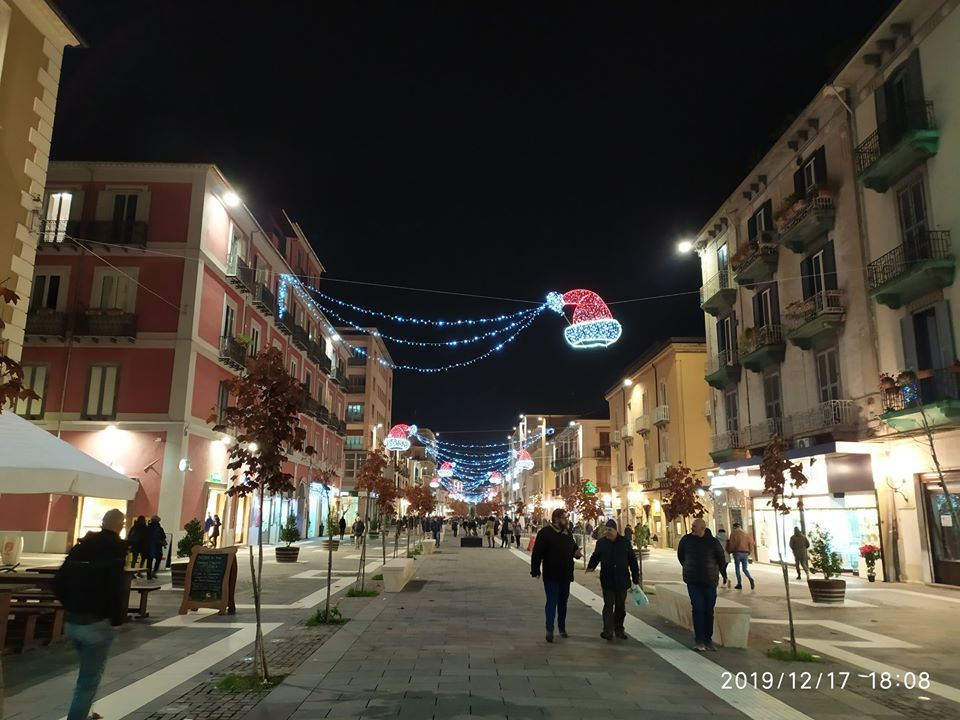
Corso Mazzini zona pedonale

Il progetto della famiglia Bilotti di origine cosentina, prevedeva la donazione di un numero cospicuo di opere d'arte del Novecento da valorizzare e rendere fruibili alla collettività e la scelta è ricaduta su Cosenza, in particolare su Corso Mazzini in seguito alla sua ristrutturazione che lo ha visto trasformarsi in una frequentata isola pedonale dal 2002, quale scenario ideale per dare risalto e visibilità ai preziosi lavori di artisti di fama internazionale. Oggi il salotto buono della città dei Bruzi, isola pedonale più vasta della regione, è riconosciuta con il MAB eccellenza grazie al numero cospicuo di opere di artisti di levatura internazionale che arricchiscono il fulcro della vita sociale cittadina.
Il M.A.B. si estende da piazza dei Bruzi, dove ha sede il Municipio, fino a piazza Carlo Francesco Bilotti (già piazza Luigi Fera), lungo un percorso di 1,2 km, con profilo altimetrico compreso tra 231 e 238 metri s.l.m. Il Mab è stato inaugurato nel marzo 2005 dal presidente UNESCO Italia prof. Giovanni Puglisi (e il segretario generale amb. Luca Biolato) che ha dato il via, a cura di un gruppo di studio costituito dal Comune, Ministero BBCC e Soprintendenza, accademici dell'università, ai lavori di stesura del progetto che individua attraverso l'arte il veicolo di crescita sociale e di sviluppo economico candidando così Cosenza a sito UNESCO.

## Esposizione

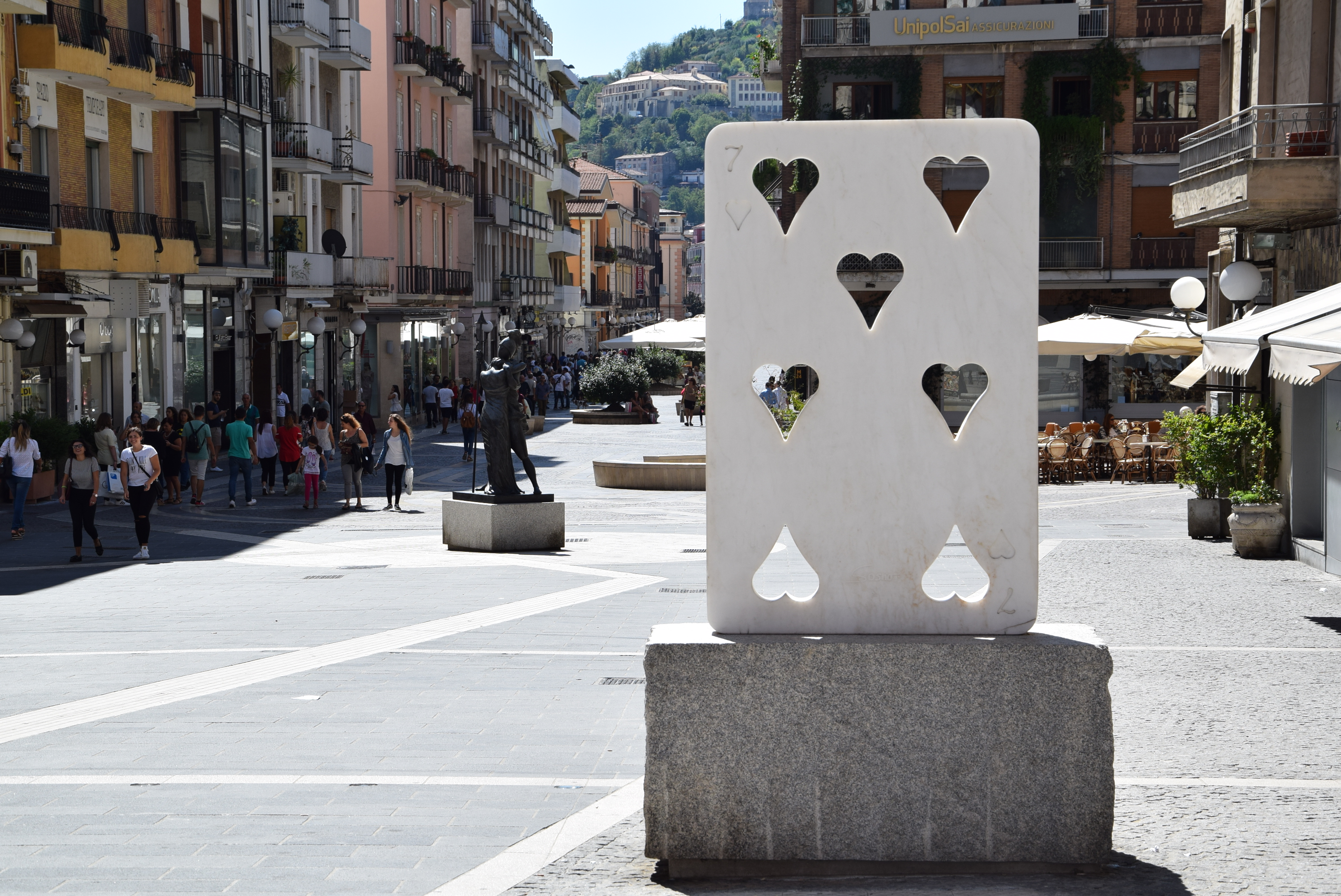
Sette di Cuori, opera di Sacha Sosno, Museo Bilotti

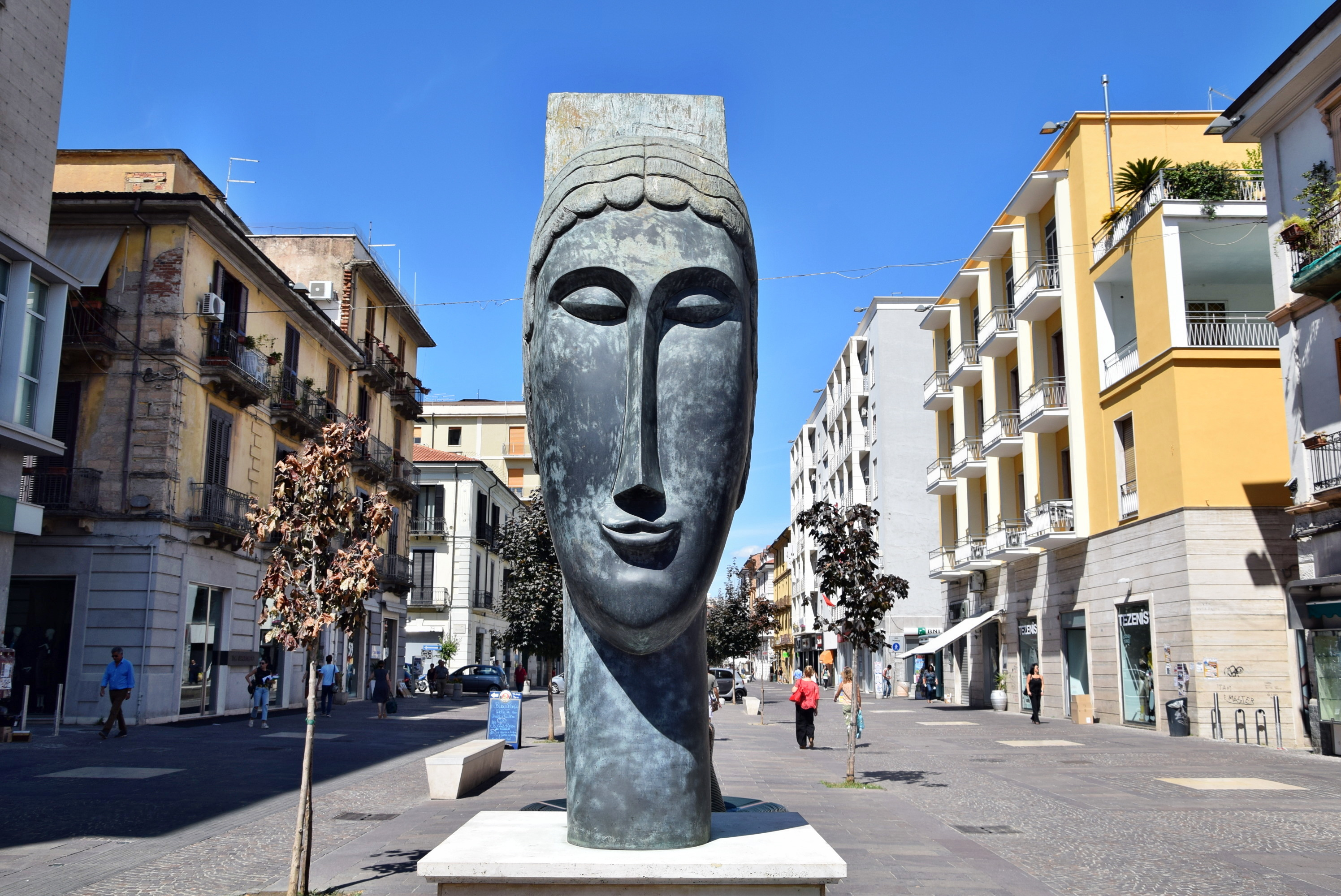
Testa di Cariatide, opera di Amedeo Modigliani, Museo Bilotti

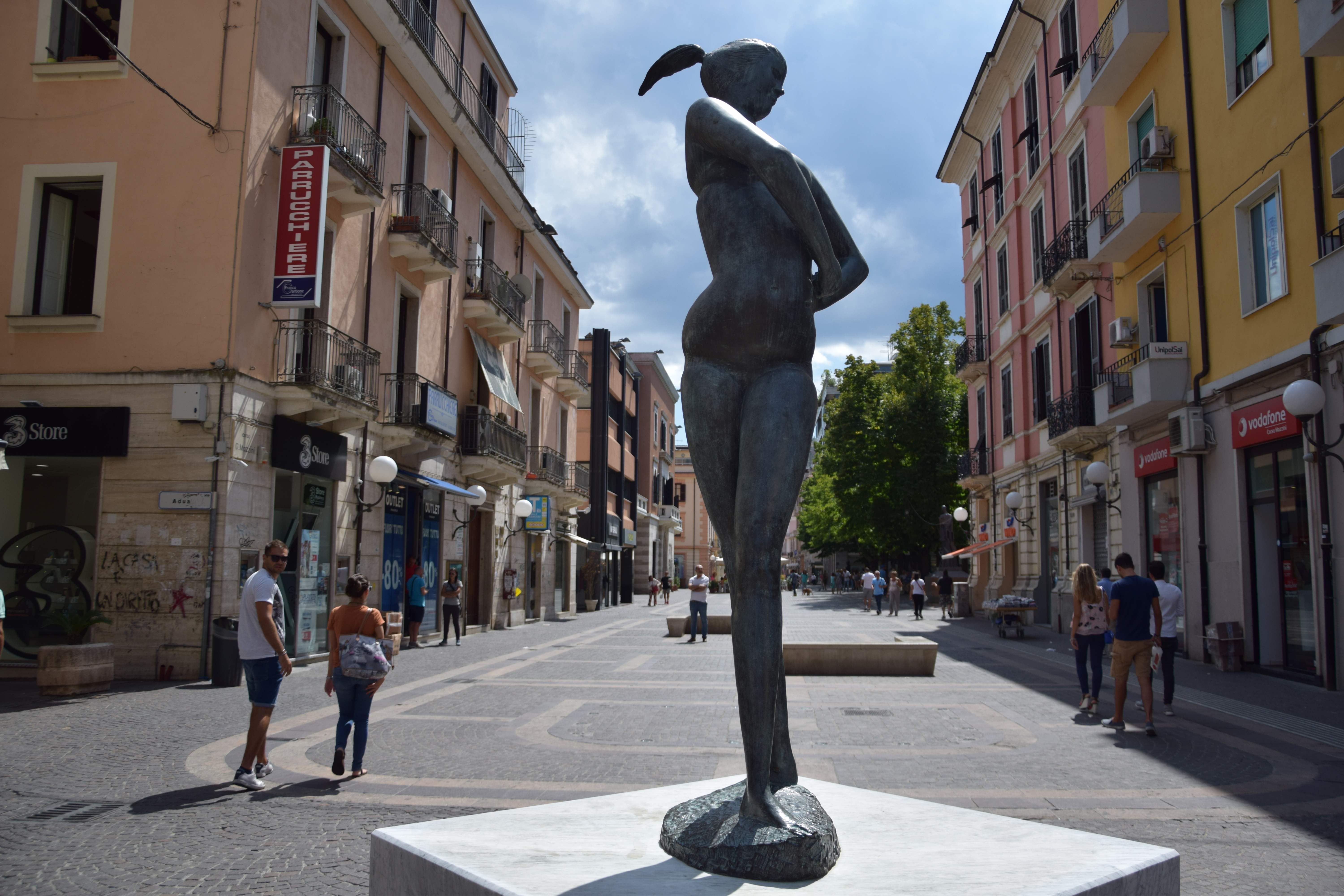
La Grande Bagnante, opera di Emilio Greco nel Museo all'aperto Bilotti

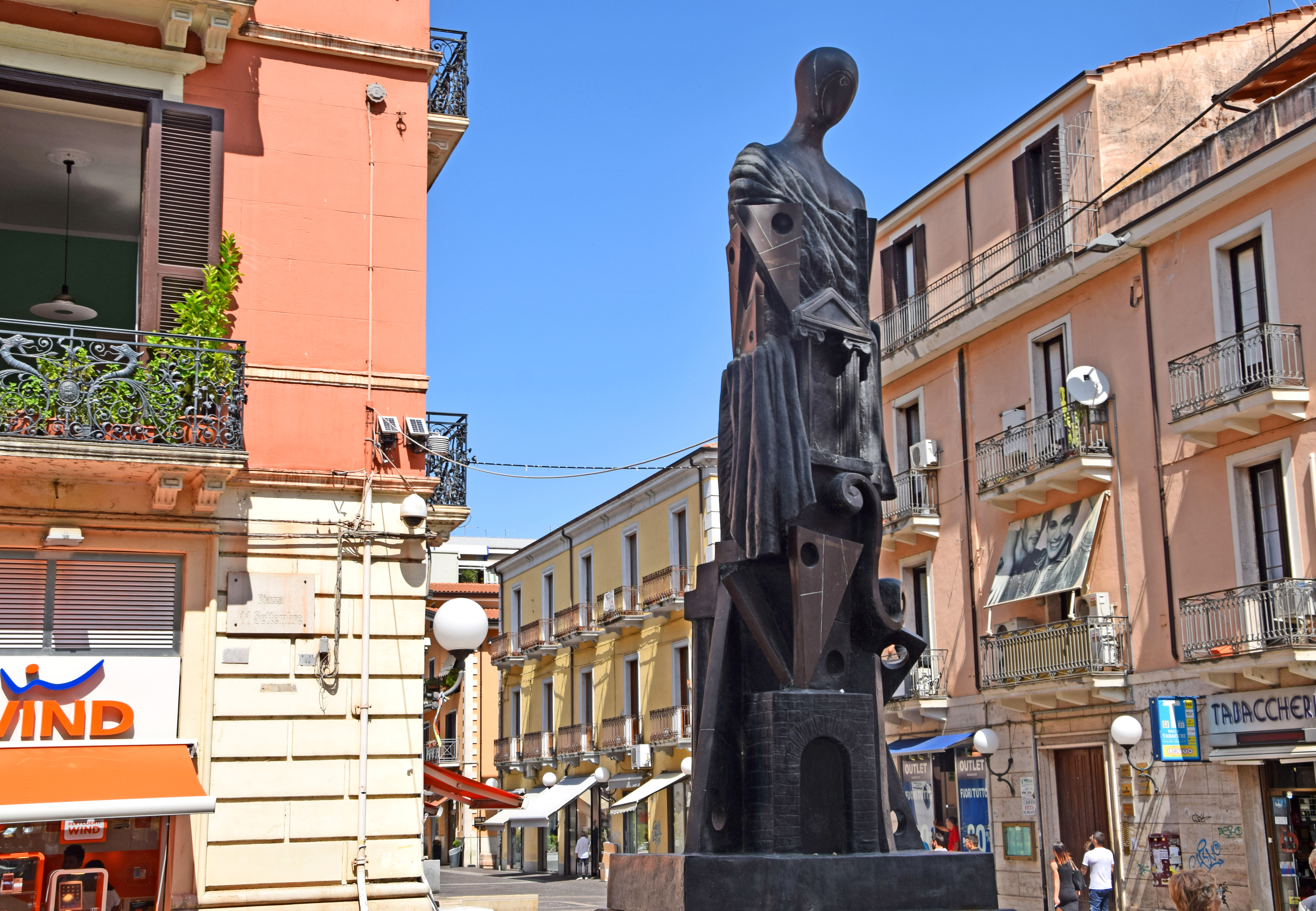
Il Grande Metafisico opera di Giorgio De Chirico, Museo Bilotti

Il percorso, che ingloba anche alcune sculture già presenti e quindi estranee alla donazione, inizia in Piazza dei Bruzi e termina in Piazza Bilotti (già Piazza Fera) ed al momento è possibile ammirarvi, tra gli altri, i Bronzi di Sacha Sosno, la Grande Bagnante di Emilio Greco, San Giorgio e il Drago di Salvador Dalí, Ettore e Andromaca di Giorgio de Chirico, Il cardinale di Giacomo Manzù, quattro Paracarri e la Bifrontale di Pietro Consagra, nonché da dicembre 2007 anche il Lupo della Sila di Mimmo Rotella. Nel mese di novembre 2008 sono state collocate nel tratto sud dell'area pedonale Le Tre Colonne doriche ritagliate in lastre di marmo bianco di Sacha Sosno, mentre a dicembre dello stesso anno è stata inaugurata la tredicesima scultura del Museo all'aperto donata dalla famiglia Bilotti ai cosentini, la Testa di Medusa di Giacomo Manzù. Il 2009 ha regalato alla città dei Bruzi la quattordicesima donazione in assoluto con l'opera Gli Archeologi, la seconda di Giorgio de Chirico presente nel MAB e nel mese di luglio la quindicesima donazione, Il Grande Metafisico, terza opera di Giorgio de Chirico definita "la più bella ed elegante" da Enzo Bilotti, che va ad arricchire il museo all'aperto cosentino. Il 2010 è stato l'anno del Ferro Rosso, sesta opera di Pietro Consagra donata e presentata da Enzo Bilotti ai cosentini. La scultura collocata in prossimità di Piazza Kennedy nella zona nord dell'isola pedonale, è una bifrontale in lastra in ferro tagliata e dipinta a vernice poliuretanica la cui base è stata realizzata con pietra di granito della Sila.
Con l'inaugurazione del “Sette di cuori” di Sacha Sosno avvenuta nel mese di gennaio del 2011 si è dato seguito al percorso culturale inaugurato nel 2005 da Carlo Bilotti. La diciottesima scultura del MAB che evoca i sette colli della città di Cosenza è in marmo bianco con base in granito della Sila (misura 127 cm.x200x15) ed è la terza realizzata dall'artista francese presente nel museo all'aperto. Nel mese di ottobre del 2015 Roberto Bilotti e la Fondazione Modigliani hanno donato la Testa di Cariatide di Amedeo Modigliani, un'opera in bronzo alta oltre due metri proveniente dalla collezione di Laure Modigliani Nechtshein figlia di Jeanne Modigliani. L'opera, fusione in bronzo di un modello in legno del 1910 oggi in un museo australiano si ispira alla classicità greca contaminata dalla purezza dell'arte africana di cui vi fu grande mostra a Parigi nel 1906 ed esprime una delle più alte sintesi di classicismo e purezza. La Fondazione d'accordo con gli eredi Modigliani avrebbe dovuto individuare un museo in Italia dove collocare questa prestigiosissima opera monumentale nel Paese euti a livello internazionale. A dicembre 2019 il museo si arricchisce dell'opera “La Sfinge” in bronzo di Alba Gonzales.
Nel mese di marzo 2021 con il completamento dell'isola pedonale di corso Mazzini vengono collocate ed inaugurate altre quattro nuove opere d'arte: La Cariatide dell'artista Mario Sironi (opera in marmo della collezione Etro del 1940 che ricalca la figura dell’altorilievo in gesso posto sulla facciata del Palazzo dell’Informazione in Piazza Cavour a Milano), Il Dormiente dell'artista Arturo Martini (opera originale in gesso realizzata nel 1921 che raffigura secondo la tradizione metafisica un corpo maschile robusto e nudo seduto ed appoggiato ad un masso con le ginocchia sferiche, deformato in volumi incastrati e proteso verso un ideale e verso il mistero), Sibilla dell'artista Pericle Fazzini (opera sintesi di nuove forme e stili realizzata dopo il 1947 con la quale l'artista Pericle Fazzini vinse nel 1949 il Premio Saint Vincent; rappresenta una figura profetica femminile nuda con le gambe incrociate e le braccia contrastate nella riflessione e nel pensiero tratta dalla mitologia greca)  e Senza Titolo dell'artista Umberto Mastroianni (opera in bronzo delle dimensioni di cm 135 x 108 x 30). A marzo 2021 risale anche la collocazione dell'opera L'Accoccolata di Emilio Greco e I Sedili dell'artista Pietro Consagra.

### Opere esposte[15]
- Alba Gonzales, La Sfinge, 1998, corso Mazzini
- Amedeo Modigliani, Testa di Cariatide, piazza Kennedy
- Antonietta Raphael Mafai, Grande Maternità, corso Mazzini
- Arturo Martini, Il Dormiente, 1921, corso Mazzini
- Emilio Greco, La Grande bagnante n.2 , 1957, largo Lisa Bilotti
- Emilio Greco, L'Accoccolata, corso Mazzini
- Giacomo Manzù, Il cardinale in piedi, 1988, piazza Kennedy
- Giacomo Manzù, Testa di Medusa, corso Mazzini
- Giò Pomodoro, Spirale ‘82, 1982, corso Mazzini
- Giorgio De Chirico, Ettore e Andromaca, corso Mazzini
- Giorgio De Chirico, Grande Metafisico, corso Mazzini
- Giorgio De Chirico, I due archeologi, corso Mazzini
- Mario Sironi, La Cariatide, 1940, corso Mazzini
- Mimmo Rotella, Il lupo della Sila, corso Mazzini
- Mimmo Rotella, La rinascita della cultura, Piazza XI Settembre
- Pericle Fazzini, Sibilla, 1947, corso Mazzini
- Pietro Consagra, I Sedili, corso Mazzini
- Pietro Consagra, Ferro rosso, corso Mazzini
- Pietro Consagra, Paracarro grigio, via Arabia
- Pietro Consagra, Paracarro bianco, via Arabia
- Pietro Consagra, Paracarro rosa, via Arabia
- Pietro Consagra, Paracarro siena , via Arabia
- Pietro Consagra, Grande scultura monumentale, bifrontale , via Arabia
- Sacha Sosno, Due guerrieri antichi, piazza XI Settembre.
- Sacha Sosno, Tre colonne doriche, corso Mazzini
- Sacha Sosno, Sette di cuori, corso Mazzini
- Salvador Dalí, San Giorgio e il drago, 1977-1984, corso Mazzini
- Umberto Mastroianni, Senza Titolo, corso Mazzini
- Giuseppe Gallo, I filosofi guerrieri, corso Mazzini